# Dejan Čukić

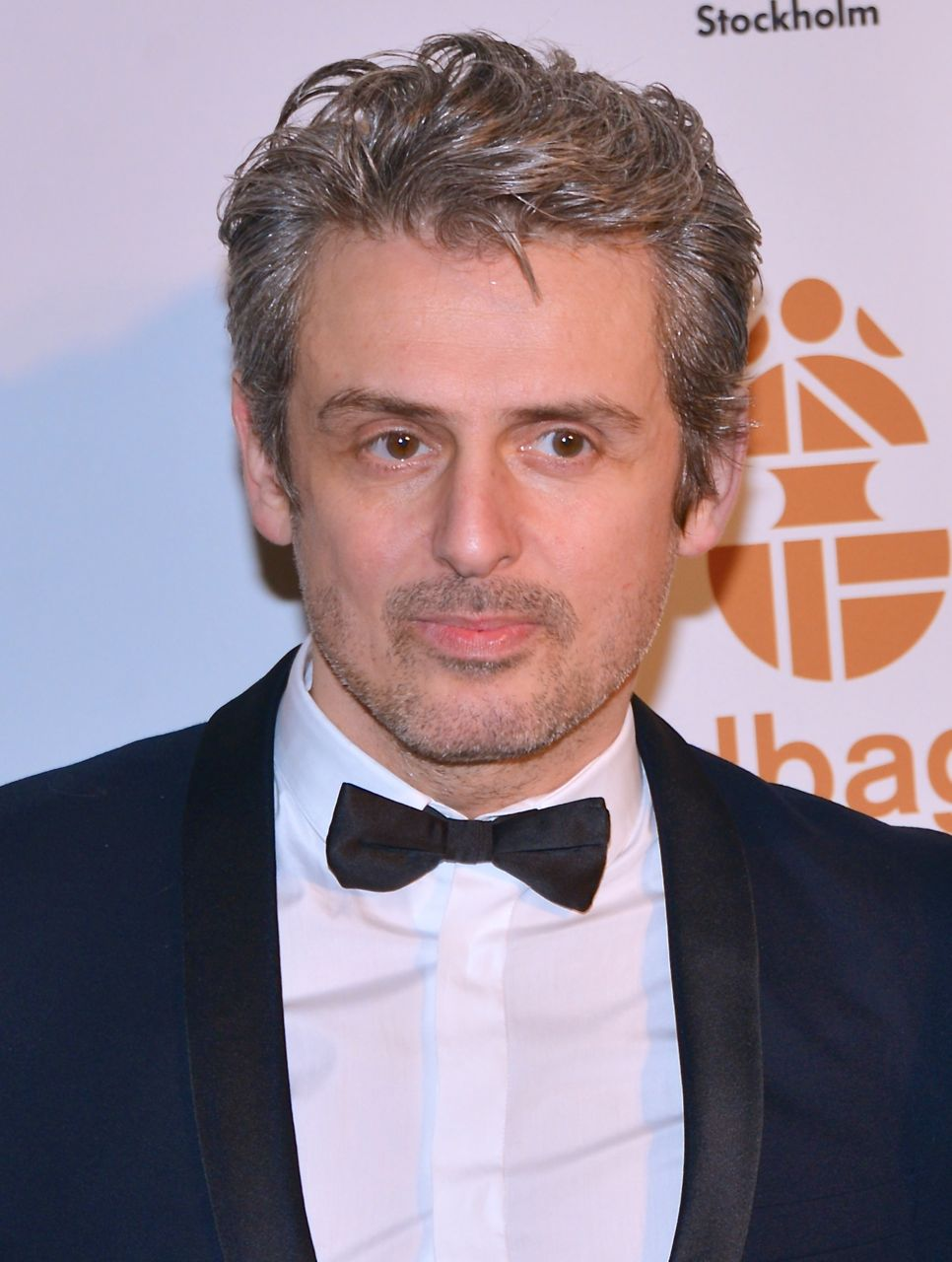
Dejan Čukić (2013)

Dejan Čukić (serbisch-kyrillisch Дејан Чукић; * 25. November 1966 in Ivangrad, Montenegro) ist ein serbisch-dänischer Schauspieler.

## Karriere
Dejan Čukić wuchs in Dänemark auf und spielte in einer Reihe skandinavischer Filme mit, von denen der dänische Film In China essen sie Hunde der erste war, der auch internationale Aufmerksamkeit erreichte. 2007 erhielt er den Lauritzen-Preis.
Als er im Frühling 2000 für die Recherche einer Dokumentation, an der er für das dänische Radio arbeitete, nach Jugoslawien reiste, wurde er vom serbischen Militär für einige Tage verhaftet, weil er seinen Wehrdienst nicht abgeleistet hatte.
Zwischen 2011 und 2013 spielte Čukić Kardinal Giuliano della Rovere, den späteren Papst Julius II., in der europäischen Fernsehserie Borgia.

## Filmografie (Auswahl)
- 1999: In China essen sie Hunde (I Kina spiser de hunde)
- 2004: Eiskalte Bedrohung (Hotet)
- 2006: Anna Pihl – Auf Streife in Kopenhagen (Anna Pihl, Fernsehserie, fünf Folgen)
- 2007: Klopka – Die Falle (Клопка)
- 2007: Daisy Diamond
- 2007: Bedingungslos (Kærlighed på film)
- 2010: Easy Money – Spür die Angst (Snabba Cash)
- 2010: Kleine Morde unter Nachbarn (Lærkevej, Fernsehserie, zwei Folgen)
- 2010: Mankells Wallander: Das Gespenst (Fernsehserie)
- 2012: Easy Money 2: Mach sie fertig (Snabba Cash II)
- 2013: Snabba Cash  III
- 2011–2014: Borgia (Fernsehserie, 28 Episoden)
- 2018–2019: Berlin Station (Fernsehserie, sieben Folgen)
- 2019: Die Hüterin der Wahrheit 2: Dina und die schwarze Magie (Skammerens datter 2)
- 2024: Ein ganz mieser Tag (Strul)

## Auszeichnungen
Bodil
- 2008: Nominierung als Bester Nebendarsteller für De unge år: Erik Nietzsche sagaen del 1